# Distrito de Santa Cruz de Cocachacra

Provincia de Huarochirí en el Departamento de Lima, Perú

El distrito de Santa Cruz de Cocachacra es uno de los treinta y dos que conforman la provincia de Huarochirí, ubicada en el departamento de Lima, en el Perú. Se encuentra en la circunscripción del Gobierno Regional de Lima.
Dentro de la división eclesiástica de la Iglesia Católica del Perú, pertenece a la Vicaría IV de la Diócesis de Chosica

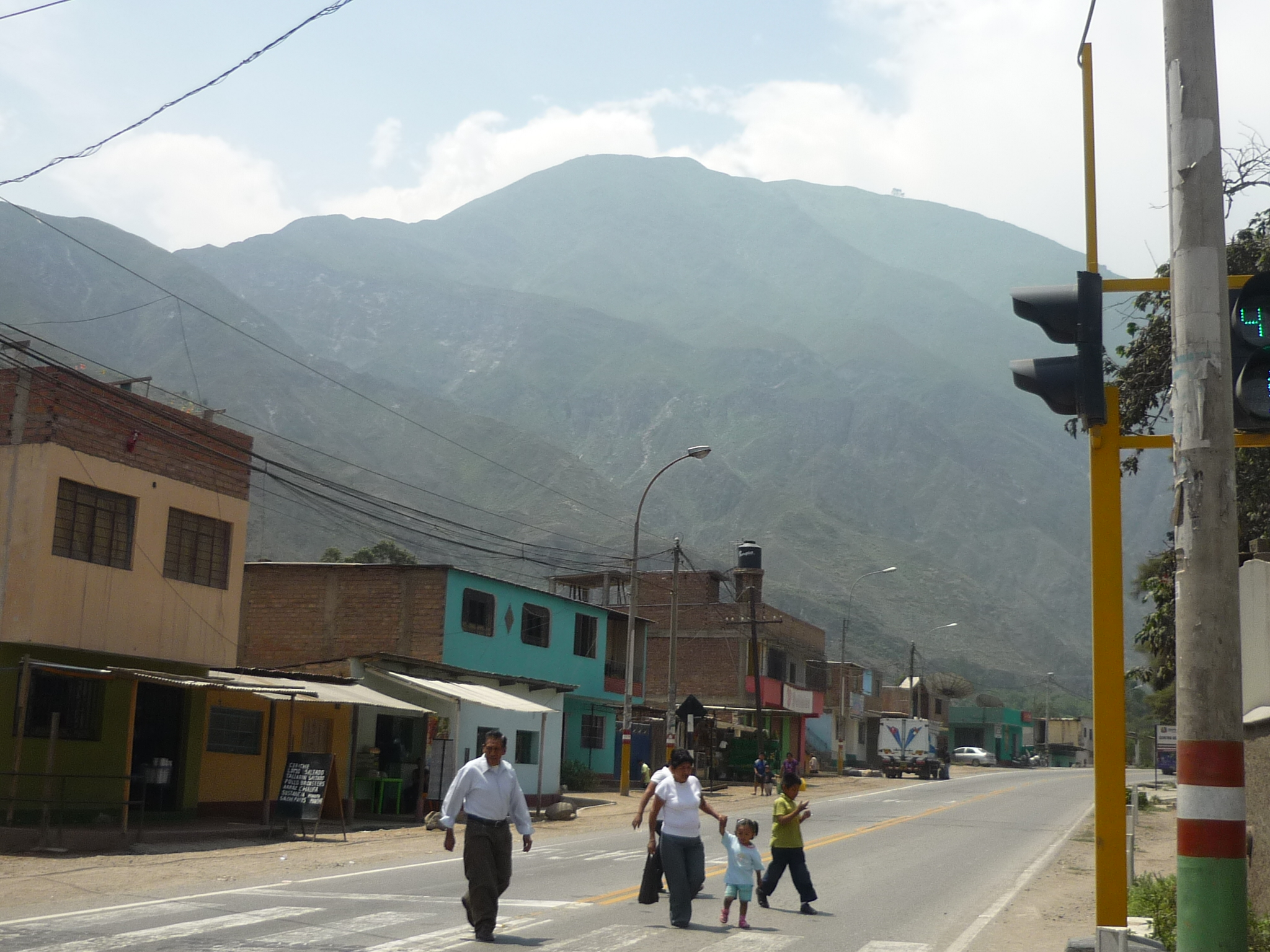
Vista de la ruta nacional PE-22 a su paso por Cocachacra, la capital distrital.

## Arqueología
La presencia humana en la jurisdicción distrital de Santa Cruz de Cocachacra se remonta al Periodo Arcaico, con la presencia de grupos trashumantes de cazadores y recolectores que seguían las recuas de camélidos y cérvidos silvestres que bajaban al valle en las estaciones de lomas. De este periodo se encuentran evidencias arqueológicas en el sitio de Cabeza de León, una peculiar formación geológica con abrigo rocoso donde se ha reportado evidencia de arte rupestre de hace 6000 años de antigüedad. Destaca del arte rupestre, las pinturas rupestres de tradición naturalista de camélidos andinos y las pinturas rupestres de la tradición de los grandes camélidos de los Andes centrales. 
Las primeras ocupaciones sedentarias en valle de Santa Cruz de Cocachacra aparecerán tiempo después con la pequeña aldea agrícola y recolectora de Sisigaya ocupada durante la etapa tardía del Horizonte Temprano. Excavaciones arqueológicas realizadas en 2019 por el PIA SISIGAYA revelaron que en el sitio se estaba manufacturando artefactos alfareros, procesando alimentos agrícolas, de caza y recolección. Es probable que durante esta etapa temprana, otros lugares del distrito como Marian y Gato Viejo también hayan tenido ocupación humana.  
La población aldeana del distrito se extendió al Intermedio Temprano, tiempo durante el cual sitios como Marian, Sisigaya, Chaupimarca y Camino Real debieron tener ocupación humana. Las excavaciones realizadas en Sisigaya también revelaron que durante el Intermedio Temprano estarían apareciendo los primeros entierros humanos del distrito. En Sisigaya, se reportaron entierros funerarios simples de adultos e incluso infantes. 
Poco sabemos del Horizonte Medio en Santa Cruz de Cocachacra, la única evidencia reportada, proviene del vecindario de Camino Real, donde se ha reportado restos de alfarería vinculada a este periodo. Se debe mencionar que en el distrito varios lugares con presencia aislada de alfarería prehispánica han sido reportados. Lugares como Retablo, Huaca Chica, Granada, Casa Vieja, Yanamaqui, Masipa, Oscolla y desde luego Camino Real presenta evidencia de alfarería de diferentes periodos. Esta debe estar relacionada con la intensa actividad agrícola que han tenido las tierras de Santa Cruz de Cocachacra.   
Durante el Intermedio Tardío, aparecen los asentamientos poblados de Chaupimarca y Culebrayoc. Chaupiamrca, ubicado en la intersección de los ríos Rímac y Canchacalla (localmente conocido como Puruhuay u Otao), próximo al anexo de Corcona, es un extenso asentamiento aldeano ubicado en las laderas y cima del cerro del mismo nombre. El sitio presenta una extensa red de terrazas sobre las cuales se han levantado viviendas, calles, espacios abiertos o plazas, almacenes y tumbas. Por su posición estratégica, es claro que Chaupimarca era un asentamiento que ejercía control territorial y amplio dominio visual en el tramo medio alto de la cuenca del Rímac. Por su parte, el sitio de Culebrayoc, ubicado en las faldas rocosas de la margen derecha del río Rímac, cerca del anexo de Yanamaqui, era un pequeño asentamiento con unidades de vivienda, probablemente vinculadas al aprovechamiento de los recursos del bolsón de tierras agrícolas de Cocachacra. 
Es probable que durante este periodo también se corresponda los petroglifos de Carachacra, ubicado en el anexo del mismo nombre. Se trata de una peña con motivos grabados en roca granítica representando círculos, líneas estilizadas y líneas rectas entrecruzadas.  
Durante el periodo Horizonte Tardío, los incas ocuparon Santa Cruz de Cocachacra desde el asentamiento poblado de Chaupímarca, al cual debieron haber escogido por su estratégica ubicación intercuencas. Los incas ocuparon principalmente la parte baja del sitio, donde levantaron edificios de aparente carácter administrativo. El sitio sin duda fue un importante puesto de control y dominio territorial de la cuenca media alta de Rímac durante el periodo inca. Por el momento no se ha identificado evidencia clara de ocupación inca en otras partes del valle, pero es muy posible que sitios como Cabeza de León hayan tenido una gran importancia durante este periodo. Según el Manuscrito Quechua de Huarochirí de 1608 (MQH), Cabeza de León era un adoratorio donde se hallaba el camac o dios local Chuquihuampo (hijo de Pariacaca). Este camac era reverenciado con el sacrificio de camélidos y con la primicia de la cosecha local de coca. Esto último posiblemente está vinculado con el origen del nombre del distrito, Cocachacra, que literalmente significa "chacra de coca". Según las referencias del MQH las tierras de Cocachacra formaban parte de la localidad de Suquiacancha, lugar donde se cultivaba coca en los primeros tiempos de la colonia y seguramente en tiempos prehispánicos. 
Durante el periodo Colonial temprano, solo el sitio de Chaupimarca parece haber sido ocupado. En el sitio, área con edificios inca, se reportó abundante cerámica colonial temprana que señalan su ocupación durante este periodo. Es muy posible que la ocupación colonial de Chaupimarca haya terminado hacia fines del siglo XVI con el surgimiento de las reducciones toledanas. 

## Historia
El distrito fue creado mediante Ley n.º 13261 del 29 de octubre de 1959, en el segundo gobierno del Presidente Manuel Prado Ugarteche.

## Geografía
El distrito de Santa Cruz de Cocachacra abarca una superficie de 41,5 km² y tiene una población aproximada de 2 500 habitantes. Su capital está a una altitud de 1 400 m s. n. m. aproximadamente. Ecológicamente, se halla en la zona conocida como Chaupiyuguna, tierra media calidad, de clima tropical, donde se puede cultivar una extensa variedad de recursos agrícolas como árboles frutales (chirimoya, palta, manzana, pacae, mango, papaya, plátanos, etc.), tubérculos, hortalizas, maíz, caña de azúcar, uvas, café y según referencias históricas, incluso coca. 
El distrito goza de un clima caluroso y/o templado casi durante todo el año (Mayo-Diciembre), y eventualmente lluvioso el resto del año (Enero-Abril).

## Autoridades

### Municipales
- 2023 - 2026[3]
  - Alcalde: Sixto W. Cuya Carhuamaca, de Acción popular.
  - Regidores:

  1. Jesus Betzabeth Carrasco Anchelia
  2. Luis Alberto Coca Lazo
  3. Roberto Bautista Olivares
  4. Astrid Yesmin Casas Cisneros
  5. Jesus Abdon Ochoa Huayta

Alcaldes anteriores
- 2019 - 2022:  Neptali Carrasco Torres (Corrupto)
- 2015 - 2018:[4] Rafael Bruno Olivares Flores, Partido Alianza para el Progreso (APP).
- 2011 - 2014:[5] Bernabé Eber Bello Gonzales, Partido Aprista Peruano (PAP).
- 2007 - 2010:[6] Rafael Bruno Olivares Flores, Partido Acción Popular.
- 2003 - 2006: Rafael Bruno Olivares Flores, Partido Acción Popular.
- 1999 - 2002: Rafael Bruno Olivares Flores, Movimiento independiente Vamos Vecino.
- 1996 - 1998: Hugo Santos Chávez Ramírez, Lista independiente N° 13 Movimiento Independiente Comunal.
- 1993 - 1995: Hugo Santos Chávez Ramírez, Alianza Izquierda Unida.
- 1990 - 1992: Florentino Pedro Carrasco Mendozz, Partido Acción Popular.
- 1987 - 1989: Hugo Santos Chávez Ramírez, Frente electoral Izquierda Unida.
- 1984 - 1986: Guillermo Delgado Carpio, Partido Acción Popular.
- 1981 - 1983: Samuel Ramírez Dávila, Partido Acción Popular.

### Policiales
- Comisaría de Santa Cruz de Cocachacra
  - Comisario: Mayor PNP.[7]

## Educación

### Instituciones educativas
- I.E. Nº: 20602 José María Arguedas
- I.E. Republica de Colombia

## Festividades
- Mayo: Fiesta de la Santisima Cruz y Virgen del anexo de Oscolla.
- Septiembre: 1.ª Semana - Virgen de Lourdes y Santo Madero del anexo de Yanamaqui.
- Septiembre: 2.ª Semana - Natividad de la Santísima Virgen María y Santísima Cruz de Cocachacra.
- Septiembre: 3.ª Semana - Santísima Cruz de Carachacra.
- Septiembre: 4.ª Semana - Corazón de Jesús de Sta. Cruz de Cocachacra.
- Octubre: 1.ª Semana - Santísima Cruz del Señor Nazareno en el anexo de Corcona
- Octubre: 2.ª Semana - Señor de los Milagros de Sta. Cruz de Cocachacra